# Piżmak amerykański

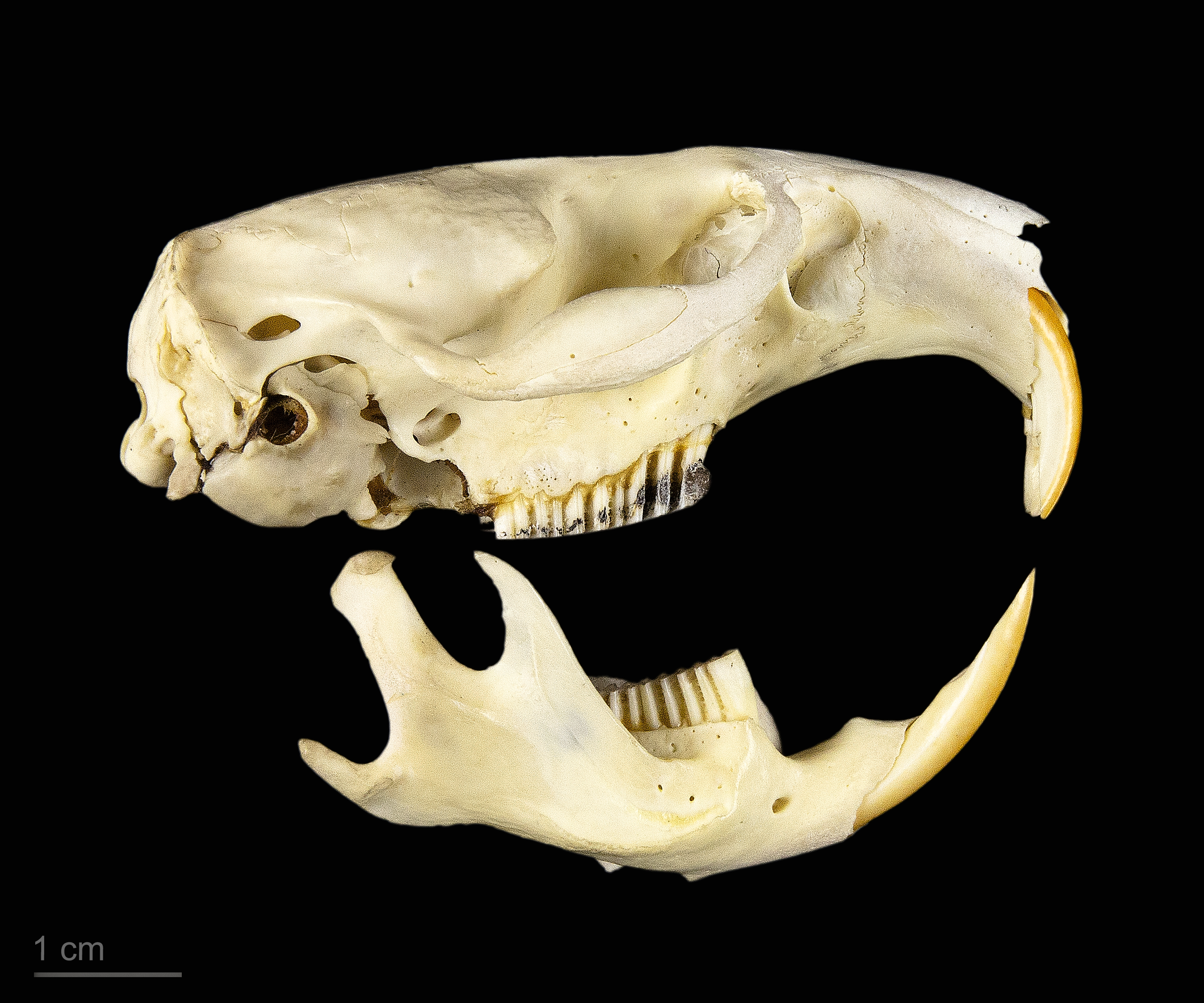
Ondatra zibethicus

Piżmak amerykański, piżmak, piżmoszczur, szczur piżmowy (Ondatra zibethicus) – gatunek ziemno-wodnego ssaka z podrodziny karczowników (Arvicolinae) w obrębie rodziny chomikowatych (Cricetidae). W polskiej literaturze zoologicznej dla oznaczenia gatunku używane były nazwy zwyczajowe „piżmak”, „piżmoszczur”, „szczur piżmowy”. Ostatecznie w wydanej w 2015 roku przez Muzeum i Instytut Zoologii Polskiej Akademii Nauk publikacji „Polskie nazewnictwo ssaków świata” gatunkowi przypisano oznaczenie piżmak amerykański, rezerwując nazwę piżmak dla rodzaju Ondatra.

## Zasięg występowania
Piżmak amerykański występuje w warunkach naturalnych w Ameryce Północnej zamieszkując w zależności od podgatunku:
- C. zibethicus zibethicus – od skrajnie południowo-wschodniej Manitoby, środkowego Ontario i środkowego Quebecu w Kanadzie, na południe przez wschodnie Stany Zjednoczone, do skrajnie północno-wschodniego Teksasu, skrajnej północnej Luizjany, Missisipi, Alabamy, północnej Georgii i północno-zachodniej Karoliny Południowej.
- C. zibethicus albus – Saskatchewan, Manitoba i północne Ontario, Kanada.
- C. zibethicus aquilonius – północny Quebec i Labrador, Kanada.
- C. zibethicus bernardi – południowa Nevada, południowo-wschodnia Kalifornia i zachodnia Arizona, Stany Zjednoczone oraz północna Kalifornia Dolna i skrajnie północno-zachodnia Sonora, Meksyk.
- C. zibethicus cinnamominus – od południowo-wschodniej Alberty, południowego Saskatchewan i południowej Manitoby w Kanadzie, na południe przez środkowe Stany Zjednoczone do północnego Teksasu.
- C. zibethicus goldmani – południowo-zachodnie Utah, południowo-wschodniej Nevada i północno-zachodnia Arizona, Stany Zjednoczone.
- C. zibethicus macrodon – od południowo-wschodniej Pensylwanii wzdłuż wybrzeża do Karoliny Północnej, Stany Zjednoczone.
- C. zibethicus mergens – południowo-wschodni Oregon, północno-środkowa i północno-wschodnia Kalifornia, północna Nevada i skrajnie północno-zachodnie Utah, Stany Zjednoczone.
- C. zibethicus obscurus – Nowa Fundlandia, Kanada.
- C. zibethicus occipitalis – zachodni Waszyngton i zachodni Oregon, Stany Zjednoczone.
- C. zibethicus osoyoosensis – od południowej Kolumbii Brytyjskiej i południowo-zachodniej Alberty w Kanadzie, na południe wzdłuż Gór Skalistych do północnego Chihuahua w Meksyku.
- C. zibethicus pallidus – od południowo-środkowej Arizony na wschód do zachodniego Nowego Meksyku, Stany Zjednoczone.
- C. zibethicus rivalicius – od południowo-wschodniego wybrzeża Teksasu na wschód do północno-zachodniej Florydy, Stany Zjednoczone.
- C. zibethicus spatulatus – od wybrzeża Oceanu Spokojnego w środkowej Alasce w Stanach Zjednoczonych, na południowy wschód do południowej Kolumbii Brytyjskiej, Alberty i zachodniego Saskatchewan w Kanadzie.
- C. zibethicus zalophus – południowo-zachodnia i południowo-środkowa Alaska, Stany Zjednoczone.

### Introdukcja
Gatunek introdukowany do większości krajów Europy, Syberii, środkowej Azji, Rosyjskiego Dalekiego Wschodu, Chińskiej Republiki Ludowej, północno-wschodniej Korei, Japonii (Honsiu), południowego Chile i południowej Argentyny.
Do Europy sprowadzony został w 1905 roku z Ameryki Północnej przez księcia Colloredo-Mansfelda jako zwierzę futerkowe. Hodowany na farmach. Cała dzisiejsza europejska populacja dziko żyjących piżmaków pochodzi od kilku osobników, które w 1905 uciekły z fermy Stará Huť w okolicach miasteczka Dobříš, położonej w Czechach, 40 km na południowy zachód od Pragi. Na ziemiach polskich pojawił się w latach 30. XX w.

## Taksonomia
Gatunek po raz pierwszy zgodnie z zasadami nazewnictwa binominalnego opisał w 1766 roku szwedzki przyrodnik Karol Linneusz nadając mu nazwę Castor zibethicus. Holotyp pochodził ze wschodniej Kanady. Jedyny żyjący przedstawiciel rodzaju piżmak (Ondatra).
Podgatunek ripensis jest obecnie traktowany jako synonim osoyoosensis; wiele innych podgatunków również jest prawdopodobnie nieważnych. Autorzy Illustrated Checklist of the Mammals of the World rozpoznają piętnaście podgatunków.

### Etymologia
- Ondatra: hurońska nazwa ondatra lub ondathra dla piżmaka[34].
- zibethicus: nowołac. zibethicus „pachnący cywetą, pachnący stęchlizną”, od fr. zibet, wł. zibetto „cyweta”[35].
- albus: łac. albus „biały, biały matowy”[36].
- aquilonius: łac. aquilonius północny, z północy, od aquilo, aquilonis „północny wiatr, północ”[37].
- bernardi: Bernard Bailey, amerykański kolekcjoner[22].
- cinnamominus: łac. cinnamomum lub cinnamum „cynamon”, od gr. κινναμωμον kinnamōmon lub κινναμον kinnamon „cynamon”[37].
- goldmani: maj. Edward Alphonso Goldman (1873–1946) United States Army, zoolog, szef działu United States Biological Survey w latach 1919–1928, starszy biolog United States Fish and Wildlife Service w latach 1928–1943, kolekcjoner, ekolog[23][38][37].
- macrodon: gr. μακρος makros „długi”[39]; οδους odous, οδοντος odontos „ząb”[40].
- mergens: łac. mergens, mergentis „nurkowanie”[41].
- obscurus: łac. obscurus „ciemny, mroczny”[37].
- occipitalis: późnołac. occipitalis „z tyłu głowy, potyliczny”, od łac. occipitium „potylica”, od ob „w kierunku, przez”; caput, capitis „głowa”[37].
- osoyoosensis: jezioro Osoyoos, Kolumbia Brytyjska, Kanada[7].
- pallidus: łac. pallidus „blady, ziemisty”, od pallere „być bladym”[37].
- rivalicius: łac. rivalicius „ktoś kto korzysta ze strumienia”, od rivalis „z potoku, potokowy”, rivus „potok, strumień”[42].
- spatulatus: nowołac. spatulatus „łyżkowy, w kształcie łyżki”, od łac. spatula „łyźeczka”, od spatha „łyżka”; przyrostek zdrabniający -ula, od gr. σπαθη spathē „łyżka”[37].
- zalophus: gr. ζα- za- „bardzo”[43]; λοφος lophos „grzebień, czub”[44].

## Morfologia
Długość ciała (bez ogona) 256–299 mm, długość ogona 200–254 mm, długość ucha 20–21 mm, długość tylnej stopy 65–78 mm; masa ciała 700–1800 g. Ogon nieco bocznie spłaszczony. Ubarwienie ciemnobrunatne, od strony brzusznej trochę jaśniejsze. Futro z gęstymi, szczeciniastymi włosami ościstymi. Palce tylnej stopy porośnięte są po bokach włosami ułatwiającymi pływanie. U samców występują gruczoły wydzielające piżmo.

## Ekologia

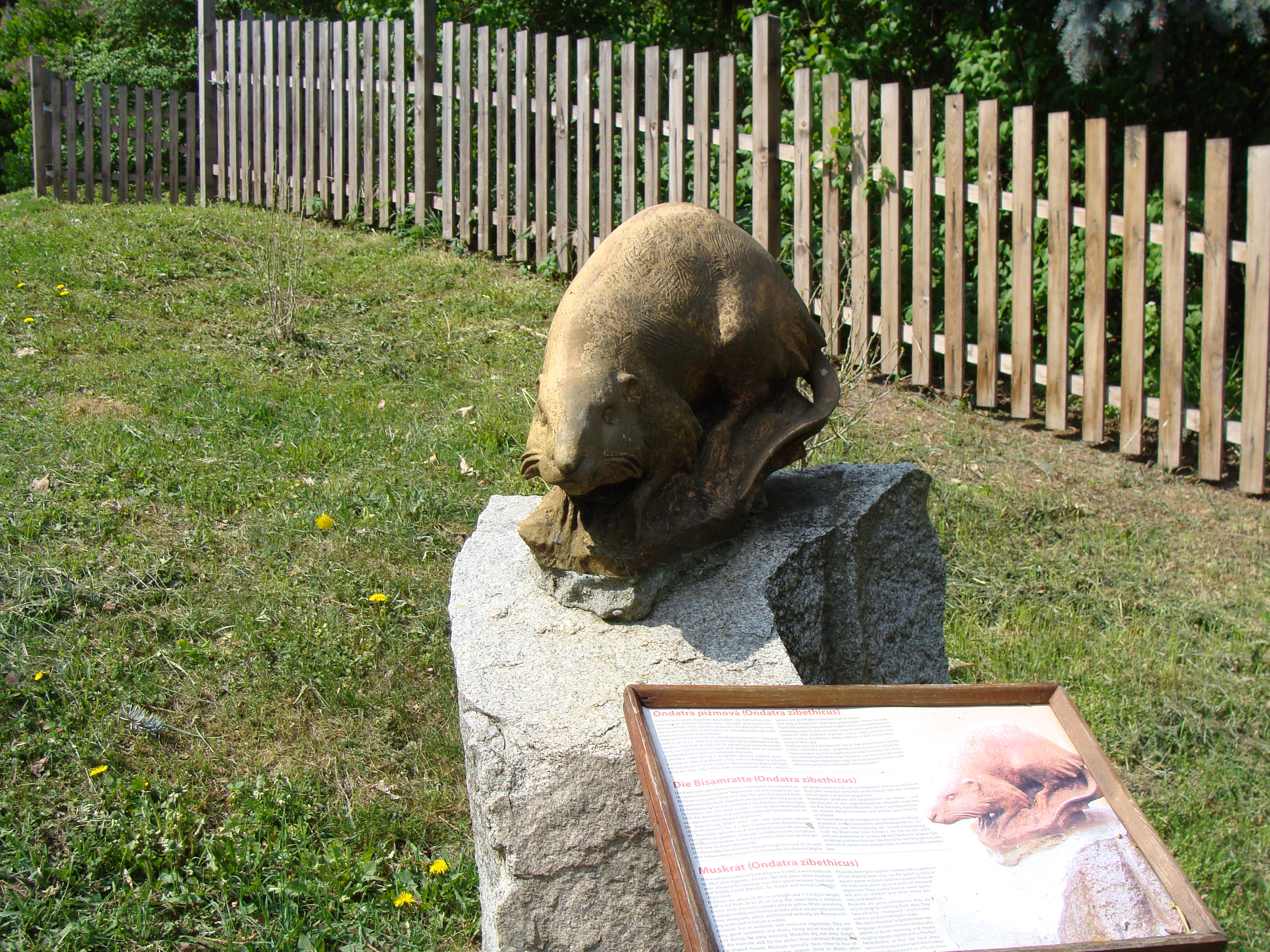
Pomnik piżmaka w parku w miejscowości Dobŕiš

Jest typowym przedstawicielem gryzoni, jeśli chodzi o rozrodczość. W ciągu roku samica może wielokrotnie rodzić po ciążach trwających 4 tygodnie po 5–9 młodych. Otwierają oczy po 11 dniach, a ssą one matkę przez 3 tygodnie. Już po upływie 3–5 miesięcy same są zdolne do rozrodu. Piżmaki żyją w koloniach.
Piżmaki amerykańskie są roślinożercami, ale nie gardzą również pokarmem zwierzęcym, takim jak skorupiaki i mięczaki. Ich siedliskami są brzegi różnego typu wód, np. rowów melioracyjnych, stawów rybnych, rzek i jezior. Piżmaki amerykańskie w wysokich brzegach kopią nory, do których wejście znajduje się pod powierzchnią wody. W norach tych wydzielone są komory. Na okres zimy gromadzą stos roślinności, która służy im jako legowisko i zapas pokarmu.

## Zagrożenia
Piżmaki amerykańskie mogą wywoływać szkody niszcząc groble przeciwpowodziowe lub stawy rybne. Od 1 kwietnia 2022 r. nie są w Polsce uważane za zwierzęta łowne. Ze względu na cenne futro kiedyś chętnie pozyskiwane; dziś liczba amatorów futra piżmaka wśród myśliwych sukcesywnie maleje. Liczebność piżmaków została drastycznie zmniejszona po pojawieniu się ich naturalnego wroga – wizona amerykańskiego (norki amerykańskiej).

## W kulturze
Piżmak o imieniu Serafin to ważna postać serialu Tajemnice wiklinowej zatoki, Powrót do Wiklinowej Zatoki i Zima w Wiklinowej Zatoce.